# Йелч-Лясковице
Йелч-Лясковѝце (на полски: Jelcz-Laskowice; на немски: Jeltsch-Laskowitz) е град в Югозападна Полша, Долносилезко войводство, Олавски окръг. Административен център е на градско-селската Йелч-Лясковишка община. Заема площ от 17,06 км2. Част е от Вроцлавската агломерация.

## История
Градът е създаден през 1987 г. чрез обединението на селищата Йелч и Лясковице Олавске.

## Население
Според данни от полската Централна статистическа служба, към 31 декември 2014 г. населението на града възлиза на 15 910 души. Гъстотата е 933 души/км2.